# Stiftung Alterswohnungen der Stadt Zürich
Die Stiftung Alterswohnungen der Stadt Zürich (SAW) ist eine Stiftung der Stadt Zürich, die das Vermieten von preisgünstigen Wohnungen an über 60-jährige Einwohner bezweckt. Darüber hinaus bietet die Stiftung in ihren Alterssiedlungen soziale und pflegerische Dienstleistungen an. Die Stiftung verfügt in 34 Siedlungen über rund 2'000 Wohnungen, womit sie schweizweit die grösste ihrer Art ist.
Ziel der Stiftung ist es, Menschen in der Stadt Zürich mit Hilfe von Grund- und Wahlleistungen die Möglichkeit zu gewähren, selbstbestimmt in ihren Wohnungen leben zu können. Die Grund- und Wahlleistungen umfassen unter anderem stiftungseigene Hauswartung, eigene Spitex SAW, 24-Stunden-Pikettdienst, Sozialdienst als Unterstützung bei der Regelung persönlicher oder behördlicher Angelegenheiten, Wäscheservice sowie soziokulturelle Angebote (mobil agil Kurse und verschiedene altersgerechte Veranstaltungen).

## Organisation
Die Stiftung wurde 1950 von der Stadt Zürich gegründet und ist in Form einer öffentlich-rechtlichen Anstalt mit eigener Rechtspersönlichkeit und eigener Rechnung organisiert. Sie ist dem Gesundheits- und Umweltdepartement der Stadt Zürich angegliedert. Oberstes Stiftungsorgan ist der Stiftungsrat, bestehend aus dem Vorsteher des städtischen Gesundheits- und Umweltdepartements als Präsident, sowie zehn weiteren vom Stadtrat gewählten Mitgliedern.